# Oświno
Oświno – wieś w Polsce położona w województwie zachodniopomorskim, w powiecie stargardzkim, w gminie Chociwel; nad jeziorem Woświn (Pojezierze Ińskie); 7,5 km na północny wschód od Chociwla (siedziby gminy) i 31 km na północny wschód od Stargardu (siedziby powiatu).
W latach 1975–1998 miejscowość administracyjnie należała do województwa szczecińskiego.

## Zabytki
- park dworski, pozostałość po dworze[4].